# Mar de Libia
El mar de Libia (en griego: Λιβυκό Πέλαγος, Livykó Pélagos, en árabe: البحر الليبي‎) es una parte del mar Mediterráneo delimitada al norte por las islas griegas de Citera, Creta y Carpatos y, al sur, por la costa de Libia en África del Norte, algo más al noreste del golfo de Gabés y al norte del golfo de Sidra. Se comunica con el mar Jónico, por el noroeste, con el mar de Creta, al norte, con el mar Egeo, por el noreste y con la cuenca levantina, al este.
Este nombre se utiliza ahora de forma informal, aunque hay referencias de antiguos cartógrafos y navegantes desde la antigüedad, como Polibio (siglo III a. C.), Estrabón (siglo I a. C.) y Plutarco (siglo I d. C.). No hay definiciones claras de sus límites, que se suelen tomar de los límites con que se definen los mares próximos.
Los marineros lo consideran, por oposición al mar Egeo, salpicado de islas, un mar abierto, ya que apenas tiene algunas pequeñas islas, todas ellas próximas a la costa sur de la isla de Creta. La mayor de ellas y la única continuamente habitada es Gavdos, localizada a 30 kilómetros de la costa de Creta. Entre las islas menores destacan Gavdopoula (refugio de aves marinas), Paximadia, Chrysi, Micronisi y Kufonisi, todas ella en aguas territoriales griegas. Hay varias islas en el litoral libio, aunque suelen considerarse parte de los golfos de Gabés y Sidra. El mar de Libia es más frío que el resto del Mediterráneo oriental, especialmente en la costa sur de Creta, a causa de los profundos fondos marinos y de las corrientes.
La ciudad más importante que baña este mar es Bengasi, en Libia, seguida de Ierápetra y la base militar de Tympaki, ambas en Creta.

## Fauna
El mar de Libia es un rico e importante refugio para algunas especies como el atún rojo, que se cree que está la última población de atunes rojos jóvenes. También es una zona importante de puesta de la tortuga boba. Además, en la isla de Gavdopoula, muchas aves marinas migran hacia allí, por lo cual Gavdopoula está protegida y cuenta con un puesto de vigilancia.